# Paracaleana disjuncta
Paracaleana disjuncta är en orkidéart som beskrevs av David Lloyd Jones. Paracaleana disjuncta ingår i släktet Paracaleana och familjen orkidéer. Inga underarter finns listade i Catalogue of Life.